# 임펄스 응답

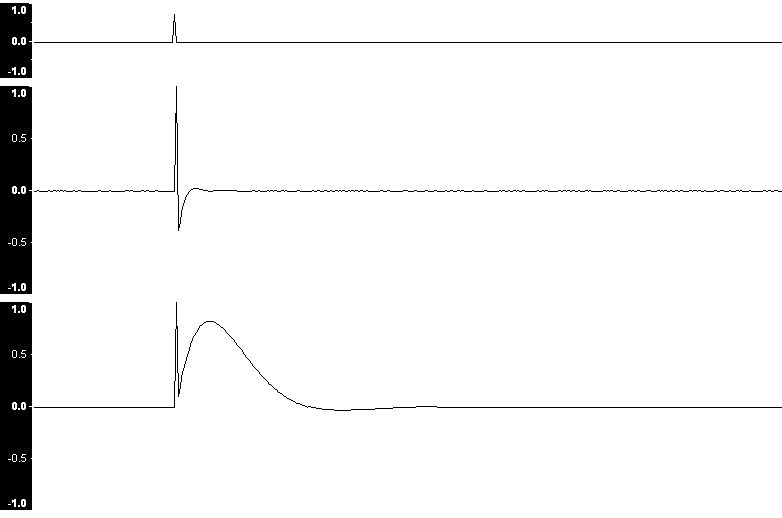
간단한 오디오 시스템의 임펄스 응답. 원래 임펄스, 고주파 부스팅 후 응답, 저주파 부스팅 후 응답을 위에서 아래로 표시한다.

신호 처리 및 제어이론에서 동역학계의 임펄스 응답(impulse response) 또는 임펄스 응답 함수(impulse response function, IRF)는 임펄스(δ(t))라고 하는 간단한 입력 신호가 제공될 때의 출력이다. 보다 일반적으로 임펄스 응답은 외부 변화에 대한 동적 시스템의 반응이다. 두 경우 모두 임펄스 응답은 시스템의 반응을 시간의 함수(또는 시스템의 동적 동작을 매개변수화하는 다른 독립 변수의 함수)로 설명한다.
이러한 모든 경우에 동적 시스템과 임펄스 응답은 실제 물리적 객체일 수도 있고 그러한 객체를 설명하는 수학적 방정식 시스템일 수도 있다.
임펄스 함수에는 모든 주파수가 포함되어 있으므로(디랙 델타 함수의 무한 주파수 대역폭을 보여주는 디랙 델타 함수의 푸리에 변환 문서 참고) 임펄스 응답은 모든 주파수에 대한 선형 시불변 시스템의 응답을 정의한다.

## 같이 보기
- 디랙 델타 함수
- 동태확률 일반균형
- 주파수 응답
- 선형 시불변 시스템
- 점 확산 함수
- 시간 상수
- 과도응답
- 매개변수변환법